# Philippos (General)
Philippos (altgriechisch Φίλιππος) war ein makedonischer Feldherr im 4. vorchristlichen Jahrhundert in der frühen Phase der Diadochenkriege.
Seine Herkunft ist unbekannt, aber er war ein Veteran des Alexanderzugs. Er gehörte offenbar schon 321 v. Chr. zu Beginn des ersten Diadochenkriegs dem Gefolge des Eumenes an, sofern er mit dem namensgleichen Offizier identisch ist, der in einem Fragment von Arrians Diadochengeschichte in der Schlacht am Hellespont genannt wird. Im Jahr 316 v. Chr. befehligte er den rechten Flügel in der Schlacht von Gabiene gegen Antigonos Monophthalmos, nach der Eumenes durch Verrat eigener Männer sein Ende fand.
Philippos wechselte darauf offenbar in das Gefolge des Antigonos, von dem er 314 v. Chr. zusammen mit Nearchos, Peithon und Andronikos zu einem der militärischen Mentoren des jungen Demetrios Poliorketes ernannt wurde. Danach verliert sich seine Spur, in der Schlacht von Gaza (312 v. Chr.) wurde er nicht mehr genannt. Inwiefern er mit dem Offizier namens Philippos identisch war, der 302 v. Chr. als „Freund“ des Antigonos von diesem zum Kommandanten der Akropolis von Sardis ernannt wurde, ist unklar.